# Соколівська сільська рада (Крижопільський район)
| Соколівська сільська рада — орган місцевого самоврядування у Крижопільському районі Вінницької області з адміністративним центром у с. Соколівка. Сільській раді підпорядковані населені пункти: - с. Соколівка - с. Левків |

## Склад ради
Рада складається з 16 депутатів та голови.

## Керівний склад сільської ради
| ПІБ                          | Основні відомості                                                 | Дата обрання | Дата звільнення |
| ---------------------------- | ----------------------------------------------------------------- | ------------ | --------------- |
| Кришталь Петро Павлович      | Сільський голова, 1963 року народження, освіта                    | 26.03.2006   | 31.10.2010      |
| Мельник Олександр Леонідович | Сільський голова, 1981 року народження, освіта вища, безпартійний | 31.10.2010   |                 |

Примітка: таблиця складена за даними джерела